# Marakabei
Koordinaten: 29° 33′ S, 28° 8′ O
Marakabei (auch Ha Marakabei bzw. Marakabeis) ist ein Ort im Distrikt Maseru in Lesotho.

## Geographie
Marakabei liegt in der Mitte Lesothos zwischen der Hauptstadt Maseru und der Distrikthauptstadt Thaba-Tseka. Der Ort befindet sich oberhalb des westlichen Ufers des Senqunyane in rund 2000 Metern Höhe über dem Meeresspiegel. Im Westen liegt der God Help Me Pass, im Osten der Cheche Pass. Die Fernstraße A3 von den Lowlands im Westen nach Thaba-Tseka führt durch Marakabei. An der Straßenbrücke über den Senqunyane liegt die Marakabei Lodge. Der Fluss bildet hier die Grenze zum Distrikt Thaba-Tseka. Der nächste größere Ort Richtung Osten ist Mantsonyane.

## Geschichte
Der König Lesothos, Moshoeshoe II. (1938–1996), starb nahe Marakabei bei einem Verkehrsunfall.